# 自由の番人作戦
自由の番人作戦（じゆうのばんにんさくせん、Operation Freedom's Sentinel）は、世界規模の対テロ戦争の一部であるアフガニスタン紛争における不朽の自由作戦に続く作戦である。NATO主導の確固たる支援任務の一部として2015年1月1日に始まり、テロ対策と任務の一環としての同盟国との協力という2つの構成要素があった。
アフガニスタンには、2020年2月時点で、NATOの軍とNATO以外の軍を合わせて16,551人の兵士がいて、2020年6月には15,937人に減少し、2021年2月では、9592人が駐留していた。
2020年の間に、自己報告によれば、アフガニスタン軍は、30万人を超える兵士で構成されていたが、2021年ターリバーン攻勢の際に、降伏または近隣の国に撤退し、アフガニスタンのほぼ全域がターリバーンの支配下に入った。
自由の番人作戦は、2001年9月11日に発生したアメリカ同時多発テロ事件から20年を迎える直前の2021年8月31日に正式に終わる予定だったが、8月15日のカーブル陥落により政権が崩壊した影響で、8月30日になった。

## 目的
13年間の不朽の自由作戦を経て、アメリカ軍とNATO同盟国は大規模な軍事作戦からNATO主導の訓練と支援を柱とする小さな役割に焦点を移した。新たな任務の大半がNATO主導の確固たる支援任務に基づく一方で、NATOとは別個にアメリカ軍の部隊が部隊防護、後方支援、対テロ活動に参加することになっていた。
2015年10月1日、アメリカ軍とアフガニスタン軍の確固たる支援任務の司令官であるJohn F. Campbellの声明によりアメリカ軍の目的が定義された。「アメリカ軍は、アルカイダの残党に対する対テロ任務とアフガニスタン軍を支援する確固たる支援任務という、明確に定義された2つの任務を実行している。この任務における取り組みは同時にかつ互いに補完するものである。我々がアルカイダの残党に攻撃し続ける一方で、アフガニスタン人を守り、平和を勝ち取り、地域全体の安定に寄与するためにアフガニスタン治安部隊を構築している」
自由の番人作戦の開始時のアメリカ軍の人員は9,800人だった。Campbell将軍は1,000人の増派とNATO軍の人員を約13,500人まで増やすことを要求し、認可された。2019年、NATOの確固たる支援任務と自由の番人作戦の合同支援で、アメリカ軍の人員が14,000人だった。2021年1月頃には、アメリカ軍は人員を2,500人にまで減らした。しかし、後に、アフガニスタンで発表されたよりも、特殊部隊を含めて1,000人も多く駐留していることが判明した。
さらに、2021年1月時点で、民間軍事会社のコントラクターが約18,000人もアフガニスタンに駐留し、3分の1がアメリカ市民だった。アメリカのジョー・バイデン大統領は、2021年7月8日に、アフガニスタン紛争は8月31日に正式に終わる予定であると述べた。タリバンに対するアメリカの空爆は継続される計画だったが、カブール陥落によるアフガニスタンの政権崩壊で終了した。

## 議会の報告書
海外緊急対応作戦の主任監察官は、四半期ごとにアメリカ合衆国議会に自由の番人作戦の報告書を提出しなければならない。この報告書には、アフガニスタンにおける作戦の支援活動と、アメリカ政府の政策目標を達成するためのアメリカ国防総省、アメリカ合衆国国務省、アメリカ合衆国国際開発庁による作業も掲載される。
2018年1月1日から2018年3月30日までの報告書の抜粋:
“General John Nicholson Jr., Commander of Resolute Support and Commander of U.S. Forces-Afghanistan (USFOR-A) said this quarter that U.S. and Afghan forces were gaining momentum through the new South Asia strategy, and that the Taliban was shifting to "guerilla tactics and suicide attacks" because it was no longer able to carry out attacks to seize cities or districts. However, suicide attacks and bombings in Kabul and across Afghanistan resulted in hundreds of civilian casualties, and raised concerns among Afghans about whether the government can secure the country.”
“The United States faces multiple challenges in Afghanistan. Previous Lead IG quarterly reports identified several challenges facing Afghanistan and the OFS mission, including preparing to hold safe, credible parliamentary elections, defeating ISIS-K, and pressuring Pakistan to eliminate safe havens. During the quarter, the United States and Afghanistan continued to seek to address these challenges, though with limited progress, as detailed throughout this report.
This quarter, Lead IG agencies also observed the following emerging challenges that complicate the OFS mission and efforts to end the conflict:”
- Stemming the Attacks in Kabul

- Managing Increased Violence in Afghanistan

- Pursuing Peace

2019年8月、第3歩兵師団の第48歩兵旅団戦闘団に代わり第82空挺師団の第3旅団戦闘団がアフガニスタンに配備された。2020年2月、第82空挺師団の第3旅団戦闘団に代わり第10山岳師団の第1歩兵旅団戦闘団が、アフガニスタンのヘルマンド州周辺、パキスタン北西部とアフガニスタン南西部のガンダーラに配備された。